# Diadegma paludis
Diadegma paludis là một loài tò vò trong họ Ichneumonidae.